# Дніпровський парк
Дніпро́вський парк — парк-пам'ятка садово-паркового мистецтва місцевого значення. Об'єкт розташований на території Черкас Черкаської області, мікрорайон «Митниця», по вулиці Припортовий, будинки № 16-18.
Площа — 0,97 га, статус отриманий у 2010 році.

## Галерея

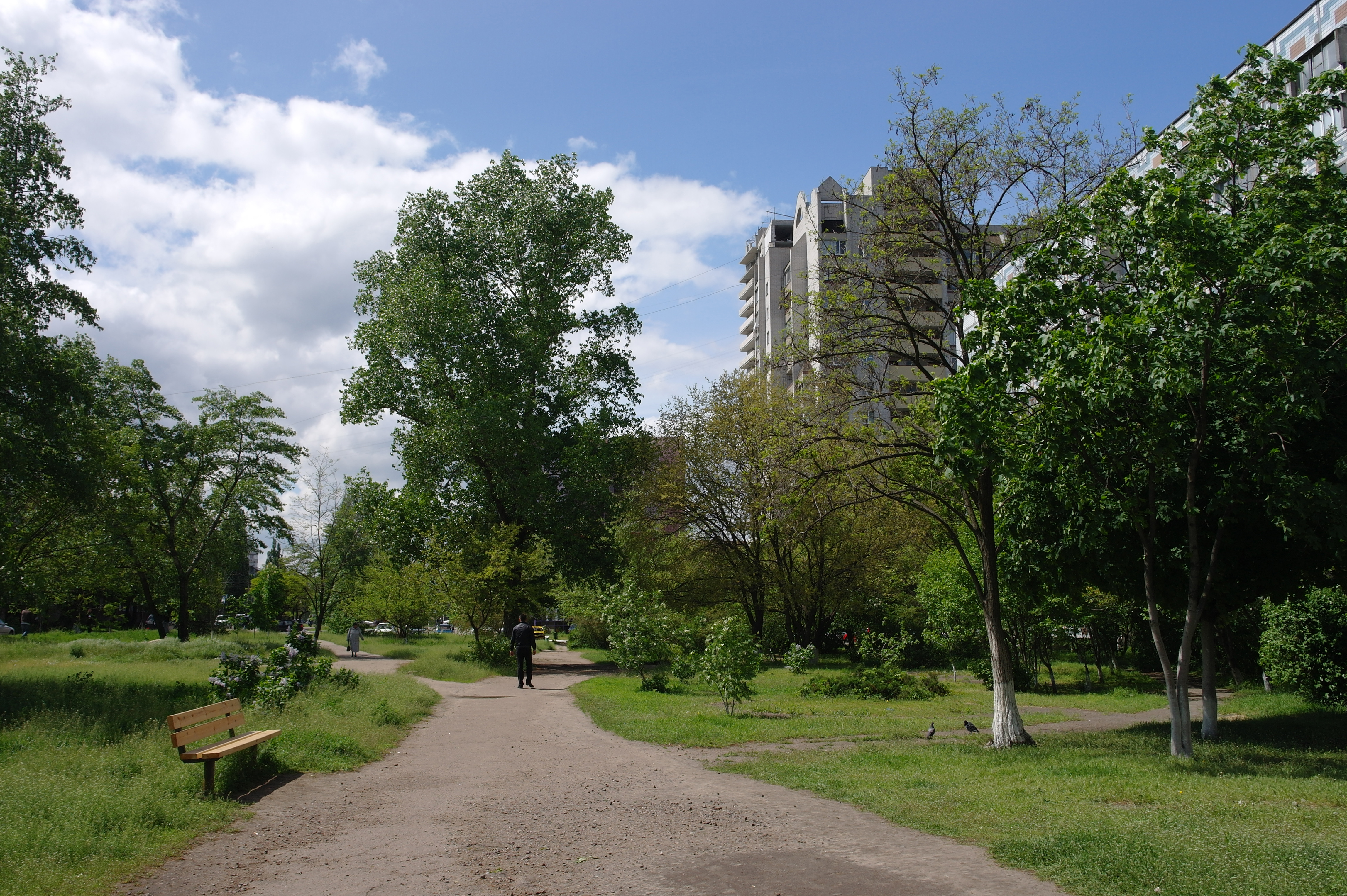
Дніпровський парк
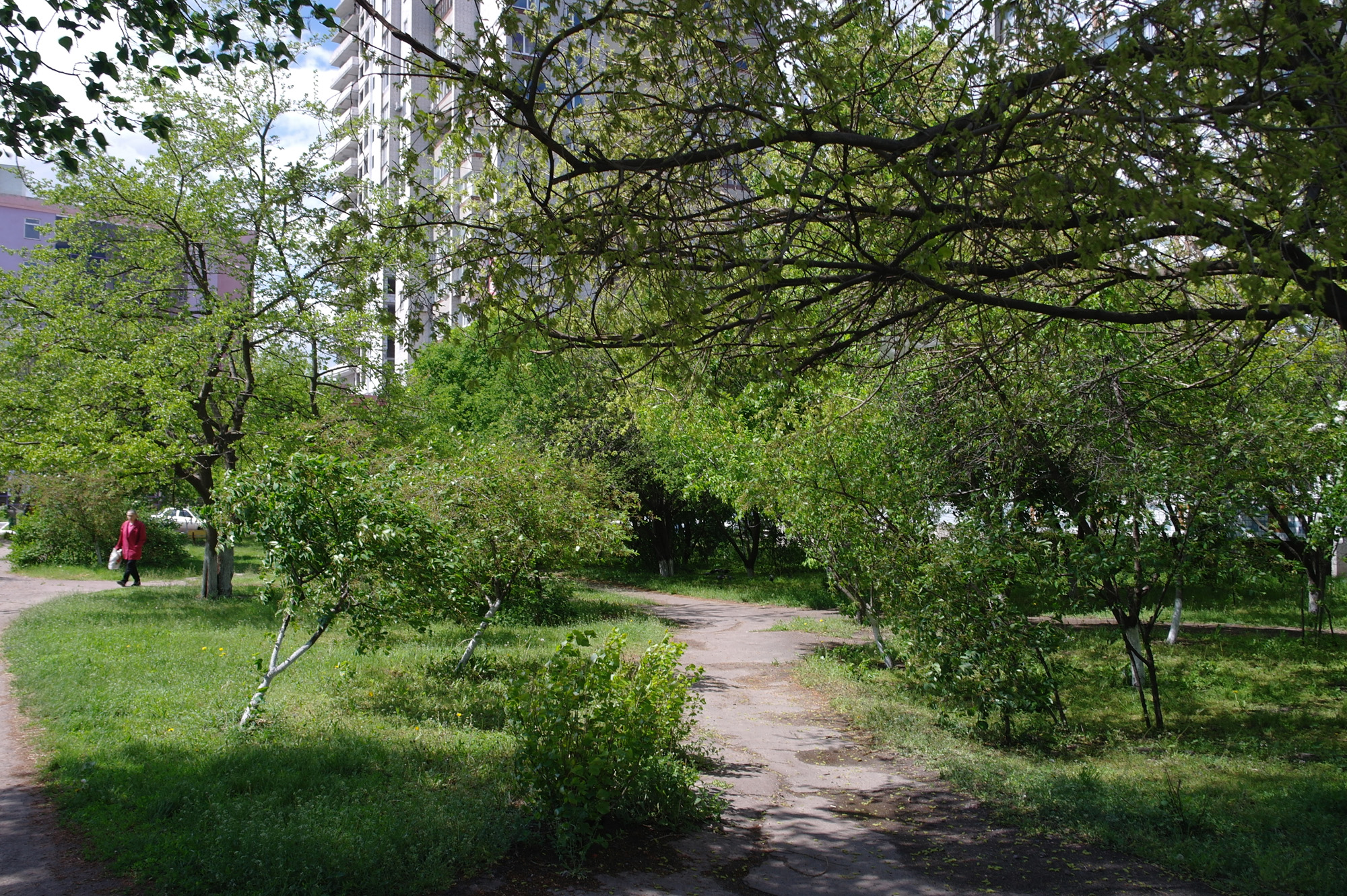
Дніпровський парк
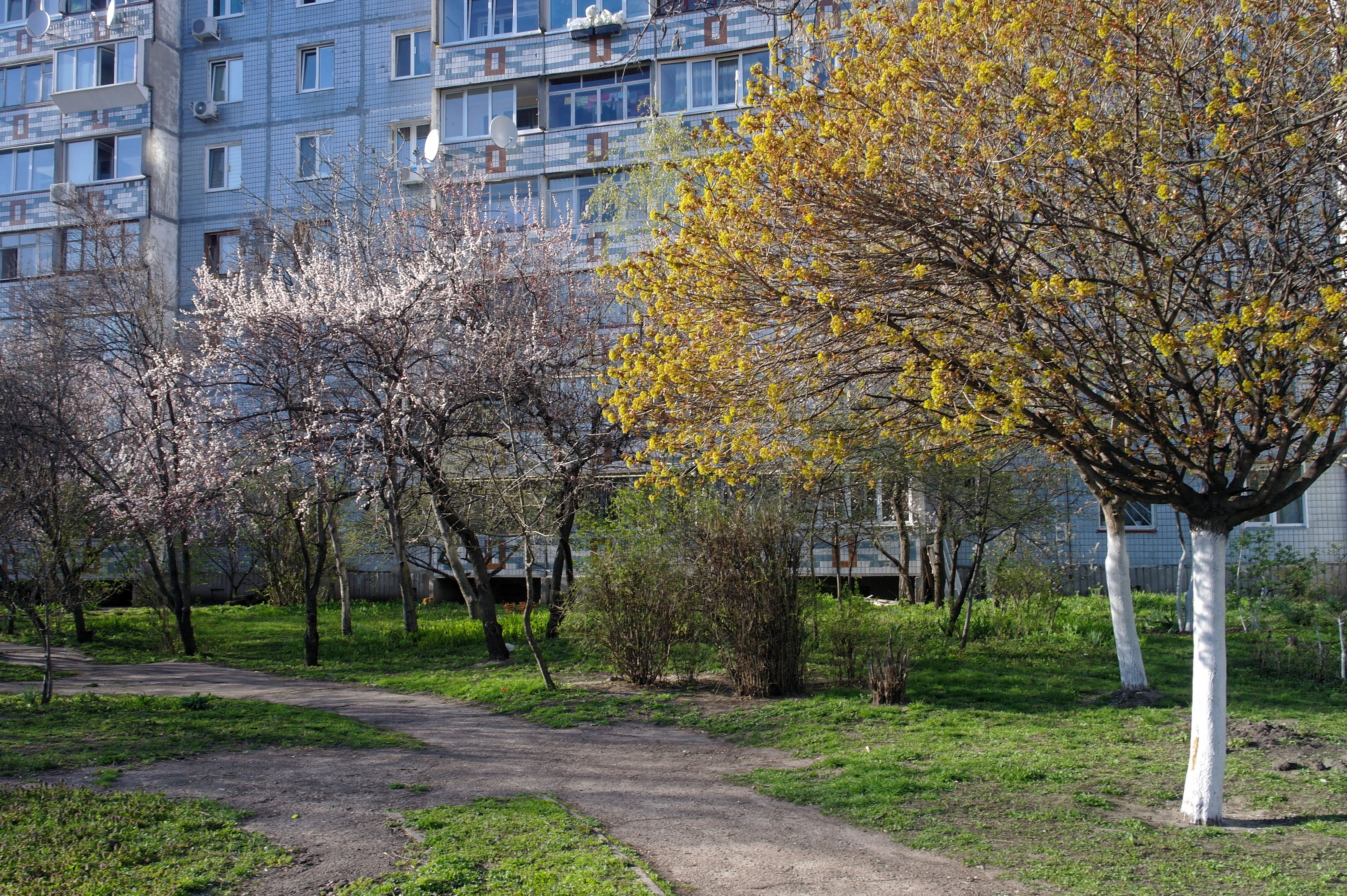
Дніпровський парк